# Stephanie Ortwig
Stephanie Ortwig (Alemania, 28 de enero de 1973) es una nadadora alemana retirada especializada en pruebas de estilo libre media distancia, donde consiguió ser campeona mundial en 1991 en los 4x200 metros estilo libre.

## Carrera deportiva
En el Campeonato Mundial de Natación de 1991 celebrado en Perth (Australia), ganó la medalla de oro en los relevos de 4x200 metros estilo libre, con un tiempo de 8:02.56 segundos, por delante de Países Bajos (plata con 8:04.56 segundos) y Dinamarca (bronce con 8:07.97 segundos).